# 巨首芭切葉蟻
巨首芭切葉蟻（學名：Atta cephalotes）是中南美洲的一種美洲切葉蟻，主要分佈在墨西哥南部。
巨首芭切葉蟻群落上限非常大，为单后制度，每个羣落只能有一个蚁后。一個羣落最多有500萬隻工蚁左右，羣落壽命可以超過20年以上。巨首芭切叶蚁的羣落由不同分化的工蚁组成，這被稱為「Task partitioning」，每個分化階級的工蚁都有不同的工作要做。 雖然它們栖息在原始森林中，但它們的群落最常見於次生林或受干擾的森林。巨首芭切葉蟻的大型巢穴對落葉節肢動物群落有很大的影響，增加了新熱帶棲息地的空間異質性。

## 分類
該物種是本屬最先被发现的一个物種，由瑞典動物學家卡尔·林奈（Carl Linnaeus）於1758年在 第十版系統分類中首次描述為Formica cephalotes。

## 分佈
該物種廣泛分佈於從墨西哥到玻利維亞的新熱帶地區，在亞馬遜雨林州和巴西東北部皆有發現。

## 生物學和行為
老工蟻負責管理蚁羣的垃圾場。這些螞蟻被排除在蟻群的其他成員之外。如果有螞蟻在垃圾場外徘徊，其他螞蟻就會殺死它們或強迫它們回來。垃圾工人經常受到疾病和毒素的污染，壽命只有其他螞蟻的一半 。
螞蟻藉由留下費洛蒙蹤跡作為一種溝通方式，引導其他螞蟻在返回巢穴時找到已發現的食物的來源。 

## 棲息地
在整個雨林地面上，它們通常佔據約 200 平方米的面積。它們的巢穴深度可達 7 米，它們精心佈置巢穴的位置，以便微風可以吹走巢穴中它們培育和食用的真菌所釋放出的危險濃度的二氧化碳。 

## 外部連結
- 维基共享资源上的相關多媒體資源：Atta cephalotes
- 維基物種上的相關：Atta cephalotes